# Regina Pessoa
Regina Maria Póvoa Pessoa Martins, más conocida como Regina Pessoa (Coímbra, 16 de diciembre de 1969) es una directora de animación portuguesa. Ha sido reconocida con numerosos premios internacionales de animación como los Premios Annie y Anima Mundi.Es miembro de la Academia de Artes y Ciencias Cinematográficas de Hollywood.
Su corto, Kali, o Pequeno Vampiro (producida en el año 2012) fue declarado patrimonio cultural mundial por Organización de las Naciones Unidad para la Educación, la Ciencia y la Cultura, UNESCO en el año 2014.

## Trayectoria
Regina Pessoa vivió hasta los 17 años cerca de Coimbra, en un entorno rural, sin televisión, con mucho tiempo para leer y escuchar las historias de sus mayores, para dibujar con carbón -mucho más fácil de encontrar que lápices de color y papel- en las paredes de la casa materna, imitando a su tío.Se trasladó a Oporto, donde se licenció en 1998 en la Escuela Superior de Bellas Artes. Durante sus años de licenciatura colaboró como ayudante en la realización de varios cortos de animación. En 1995 participó en el Espace Projects del festival de Annecy con el corto A Noite, film que concluyó posteriormente en 1999.
En 1992 comenzó a trabajar en el estudio de animación Filmógrafo-Estúdio de Cinema de Animação do Porto, donde colaboró como animadora en varias películas de Abi Feijó, entre ellas Os Salteadores, Clandestino y Fado Lusitano.
Fundó junto a Abi Feijó la Casa-Museu de Vilar (Lousada) en 2014, donde se albergan sus archivos de trabajo y colecciones, así como su estudio de animación.
Desde 2018 es miembro de la Academia de Artes y Ciencias Cinematográficas de Hollywood.

## Reconocimientos
En el año 1999, recibió la distinción en el festival Cinanima como mejor joven directora portuguesa con su primer cortometraje, A Noite.En el año 2000, con este corto, obtuvo el premio Onda Curta del festival Fantasportoy una mención de honor en el festival de Dresde.
Su siguiente título, História Trágica com Final Feliz, es uno de los cortos más laureados de la animación portuguesa con más de 50 premios,entre los que destacan, en el año 2006, el Cristal de Annecy,el de mejor film animado del Coimbra Caminhos do Cinema Português y el Especial del Jurado del Festival Internacional de Animación de Hirosima. Entre los galardones que atesoró en el año 2007,el de mejor animación del FIKE, Festival Internacional de cortos de Évora, y la máxima distinción como mejor animación del Lutins du Court-Métrage.
Con Kali, o Pequeno Vampiro, consiguió numerosos reconocimientos como el Hiroshima, año 2012, en el festival del mismo nombre,el RTP2 Onda Corta y la Mención Especial en el festival IndieLisboa.Este título, en 2013, fue premio Sophia.como mejor cortometraje de animación.Y en el año 2014 consiguió la declaración de patrimonio cultural mundial de la UNESCO.
Fue con Tio Tomás, a contabilidade dos dias cuando recibió el Gran premio del Festival Internacional de Animación de Brasil, Anima Mundi en 2019.Durante ese mismo año se hizo con el Premio del Jurado y el de mejor música original del festival de Annecy.Este recuerdo hacia su tío, en forma de animación, cosechó en el año 2020 el premio a la excelencia del festival de Tokioy el Annie a mejor corto de la ASIFA (The International Animated Film Society) - Hollywood. Ese mismo año, la Solar-Galeria de Arte Cinematográfica homenajeó a Pessoa durante la 15ª edición de ANIMAR.
Los reconocimientos continuaron con el tercer puesto en la lista de las 50 mejores películas de animación de los últimos 25 años, que el Animac - Festival Internacional de Cine de Animación de Cataluña elaboró en 2021. 
Además en el año 2022, la Academia Portuguesa de Cine destacó la contribución de Regina al cine luso, otorgándole el premio Bárbara Virginia.
En el año 2024, tras la invitación del festival de Annecy fruto de su estrecha relación, Regina Pessoarealizó por segunda vez el cartel del certamen (la primera fue en el año 2015). Portugal era el país invitado, al celebrarse el centenario de la animación portuguesa.

## Filmografía
- 1996 - Ciclo Vicioso, 23 segundos, Betacam (campaña de GlaxoWellcome contra los efectos nocivos del tabaco) - codirigida con Abi Feijó y Pedro Serrazina.[6]
- 1998 - Estrelas de Natal, 40 segundos, Betacam (para RTP) - codirigida con Abi Feijó.[6]
- 1999 - A Noite (cortometraje, 6 min 35 s, 35 mm).[31][32]
- 2001- Odisseia nas Imagens (cortometraje de 25 segundos, 35mm), créditos iniciales del Festival.[33]
- 2005 - História Trágica com Final Feliz,(cortometraje de 7 min 46 s).[34][35]
- 2012 - Kali, o Pequeno Vampiro.[36][37]
- 2019 - Tio Tomás, a contabilidade dos dias.[38]